# Верховный народный суд КНР
Верхо́вный наро́дный суд КНР (кит. упр. 中华人民共和国最高人民法院, пиньинь Zhōnghuá Rénmín Gònghéguó Zuìgāo Rénmín Făyuàn) — суд высшей инстанции в КНР, работает согласно 7 разделу 3 главы Конституции КНР; ведёт надзор за судебной деятельностью местных и специальных народных судов всех уровней, включая военные суды; несёт ответственность перед ВСНП и Постоянным комитетом ВСНП.

## История
С 21 по 30 сентября 1949 года в Пекине прошло первое заседание НПКСК, на котором была принята временная Конституция и утверждены органы власти. По результатам работы конференции с 1 октября 1949 года начал работать также и Верховный народный суд во главе с Шэнь Цзюньжу.
С 1 января 2007 года все смертные приговоры в КНР обязательны к утверждению Верховным народным судом.

## Председатели
Согласно Конституции КНР, председатель Верховного народного суда не может занимать эту должность больше 2 сроков подряд; срок полномочий соответствует сроку полномочий ВСНП.
1. 1949—1954 — Шэнь Цзюньжу[кит.]
2. 1954 — 1959 — Дун Биу
3. 1959—1965 — Се Цзяоцзай[кит.]
4. 1965—1975 — Ян Сюфэн[кит.]
5. 1975—1978 — Цзян Хуа[кит.]
6. 1978—1983 — Цзян Хуа
7. 1983—1988 — Чжэн Тяньсян[кит.]
8. 1988—1993 — Жэнь Цзяньсинь
9. 1993—1998 — Жэнь Цзяньсинь
10. 1998—2003 — Сяо Ян[кит.]
11. 2003—2007 — Сяо Ян
12. 2008—2013 — Ван Шэнцзюнь
13. 2013—2023 — Чжоу Цян
14. 2023—н.в. — Чжан Цзюнь [5]